# 강지훈 (가수)
강지훈(1970년 6월 20일 ~ )은 대한민국의 가수 겸 작사가이며 작곡가 겸 연기자이다.

## 주요 이력
신장은 180cm이고 체중은 65kg인 그는 바둑에 취미가 있으며 농구에 특기가 있고 초등학교 시절 싱가포르 유학을 한 그는 1991년 《내가 그리울 거야》라는 곡으로 가수 데뷔하였으며 1992년 MBC 문화방송 TV 시리즈에서 연기자 데뷔하였으며 이어 같은 해 1992년 뮤지컬배우로도 데뷔하였고 1993년에는 2집을 발표하였으며 수록작 《술 취한 비둘기》라는 노래 작품을 발표하여 히트하였고 1995년 3집을 발표하였으며 1996년 군 입대, 2년간 군대 복무하여 1998년 전역하였다.

## 학력
- 1978년 서울리라초등학교(前) → 싱가포르 빅토리아 스쿨 초등부 졸업(1983년)
- 서울 배재중학교 졸업(1986년)
- 서울 배재고등학교 졸업(1989년)
- 한양대학교 경영학과 학사(1993년)

## 정규 앨범
- 1991년 《강지훈 1집》 내가 그리울거야
- 1993년 《강지훈 2집》 술 취한 비둘기
- 1995년 《강지훈 3집》 애고

## 출연작

### TV 시리즈
- 1992년 MBC 《우리들의 천국》
- 1996년 KBS 《신고합니다》

## 같이 보기
- 신대철
- 배성우
- 탁재훈
- 이주원
- 최선원
- 손성훈
- 이원진
- 김지훈
- 박완규